# Rachel House
Rachel House, née le 20 octobre 1971 à Auckland, est une actrice néo-zélandaise.

## Filmographie

### Cinéma
- 2002 : Paï : L'Élue d'un peuple nouveau : Shilo
- 2004 : La Faille : la conductrice du taxi
- 2006 : Perfect Creature : la femme de la police scientifique
- 2007 : À chacun sa chacune : Nancy
- 2010 : Boy : Tante Gracey
- 2013 : White Lies : Maraea
- 2014 : Everything We Loved : la voix du journaliste TV
- 2014 : The Dark Horse : une vagabonde
- 2016 : À la poursuite de Ricky Baker (Hunt for the Wilderpeople) : Paula
- 2016 : Cradle : System
- 2016 : Vaiana : La Légende du bout du monde : Grand-mère Tala
- 2017 : Thor: Ragnarok : Topaze
- 2020 : Soul de Pete Docter et Kemp Powers
- 2020 : Penguin Bloom de Glendyn Ivin : Gaye Hatfield
- 2023 : Une équipe de rêve (Next Goal Wins) de Taika Waititi
- 2024 : Godzilla x Kong : Le Nouvel Empire (Godzilla x Kong: The New Empire) d'Adam Wingard
- 2024 : Vaiana 2 : Grand-mère Tala
- 2025 : Minecraft, le film de Jared Hess : Malgosha

### Télévision
- 1998 : Tiger Country
- 1999 : The Life and Times of Te Tutu : Hine
- 2002 : Mataku : Rachel (1 épisode)
- 2006 : Maddigan's Quest : Goneril (8 épisodes)
- 2011 : Super City : Roimata (2 épisodes)
- 2013 : The Blue Rose : Tina (3 épisodes)
- 2014 : Hope and Wire : Joycie Waru (3 épisodes)
- 2014-2016 : Soul Mates : Maman (7 épisodes)
- 2015 : Find Me a Maori Bride : Kuini (1 épisode)
- 2016 : Wolf Creek : Ruth (2 épisodes)
- 2021 : Cowboy Bebop : Mao
- 2022 : Heartbreak High : Woodsy
- 2023 : Foundation : Tellem Bond (saison 2)
- 2024 : Bandits, bandits : Fianna